# César Pernetta
César Beltrão Pernetta (Curitiba, 11 de outubro de 1906 –  Curitiba, 11 de outubro de 1993) foi um médico pediatra brasileiro.
Formou-se em medicina no ano de  1929, pela Universidade Federal do Paraná (UFPR). É considerado o decano da especialidade no Brasil, tendo exercido a profissão por mais de cinquenta anos, quinze dos quais residindo em hospitais infantis. Foi professor e escritor, e suas obras encontram-se entre as mais lidas entre todos os autores médicos nacionais.
Foi presidente da Sociedade Brasileira de Pediatria, de 1942 a 1943, pela qual foi homenageado, ao ser indicado patrono da cadeira 11 da Academia Brasileira de Pediatria.

## Obras publicadas
- Amor e Liberdade na Educação da Criança
- Diagnóstico Diferencial em Pediatria
- Alimentação da Criança
- Alimentação do Lactente Sadio'
- Distúrbios do Intercâmbio Nutritivo do Lactente
- Enterite Aguda da Criança
- Semiologia Infantil
- Terapêutica Infantil
- Terapêutica Pediátrica
- Redação de Trabalhos Médicos
- Paracelso